# Alois Bouda
Alois Bouda (25. ledna 1867, Niva dříve Hartmanice u Prostějova – 29. prosince 1934, Praha) byl malíř a výtvarný pedagog.

## Život
Narodil se v roce 1867 v Hartmanicích (dnešní Niva) v rodině chalupníka Františka Boudy. Po absolvování reálky v Prostějově a Slovanského gymnázia v Olomouci studoval v letech 1890–1894 na Uměleckoprůmyslové škole v Praze u Jakuba Schikanedera. Od roku 1901 byl profesorem kreslení na c.k. reálce v Kladně, na Ústavu pro vzdělávání učitelek (1906) a poté v letech 1907–1930 na Státní průmyslové škole v Praze. V letech 1930–1934 byl inspektorem živnostenských škol pokračovacích. Vedle běžných povinností pořádal nedělní a letní kurzy pro učitele. Účastnil se mezinárodních sjezdů kreslířů v Paříži (1900), Bernu (1904), Londýně (1908), Drážďanech (1912). Vystavoval s Krasoumnou jednotou (1896) a roku 1910 vystavoval jako čestný člen s Cechem učitelů kreslení (The Art Teachers Guild) v Londýně.
Jeho žáky na průmyslové škole byli např. architekti Karel Mauermann a Alois Mezera.
S manželkou Annou, rozenou Suchardovou, měl syny Cyrila a Jaroslava, který zemřel ve věku 21 let. Byl dlouholetým přítelem malíře Mikoláše Alše, se kterým se seznámil jako student v roce 1888 v Olomouci. Mikoláš Aleš byl svědkem na jeho svatbě i kmotrem obou jeho synů. Alois Bouda je pohřben v rodinné hrobce na hřbitově v Bubenči, pro kterou vytvořil pískovcový náhrobní reliéf František Bílek.

## Dílo
Maloval a kreslil květiny, stromy, krajiny. V oboru užitého umění navrhoval obálky knih, vazby, firemní a reklamní poutače. Redigoval časopis Domácí nauky a výtvarně upravoval časopisy Dílo, Náš směr, Krásy našeho domova.
Napsal několik výtvarných učebnic: O školní praxi umění v reformě kreslení, Rostlina v dekorativním umění, Dekorativní kreslení. Spolu se svým švagrem Vojtěchem Suchardou se podílel na návrhu secesní výzdoby vnější fasády kladenské reálky. Pozůstalost Aloise Boudy spravuje Památník národního písemnictví.

### Články v tisku
- Irena Veverková, Profesor Alois Bouda a jeho pedagogická činnost. Kladenský deník, 20.11.2003, roč. 8, č. 271, s. 19.
- Zdislav Tietze, Alois Bouda. Kladenské noviny, 1992, roč. 42, č. 3, s. 3.
- Pergl J., Vzpomínky na Aloise Boudu. Listy z Unhošťska, 1990, č. 3, s. 6.